# John DiBartolomeo
John DiBartolomeo (nacido el 20 de junio de 1991 en Westport, Connecticut) es un jugador de baloncesto estadounidense con pasaporte israelí que actualmente pertenece a la plantilla del Maccabi Tel Aviv Basketball Club de la Winner League, la máxima división israelí. Con 1,83 metros de altura juega en la posición de Base.

## High School
Se formó en el Staples High School de su ciudad natal, Westport, Connecticut. En su año junior con los Wreckers, fue elegido en el segundo mejor quinteto de la conferencia y recibió una mención honorable Connecticut Post. En su último año con los Wreckers, su año  senior, fue elegido cocapitán y co-mvp del equipo, además de ser seleccionado en el mejor quinteto de la conferencia tras promediar 20 puntos por partido (incluyendo 70 triples).

## Universidad
Tras graduarse en 2009, asistió a la Universidad de Rochester, situada en Rochester, Nueva York, perteneciente a la División III de la NCAA y donde cumplió su periplo universitario de cuatro años (2009-2013).

### Rochester

#### 2009-2010
En su primera temporada, su año freshman (2009-2010), jugó 25 partidos (todos como titular) con los Yellowjackets con un promedio de 11,4 puntos (34,3 % en triples y 81,3 % en tiros libres), 2,8 rebotes, 4,6 asistencias y 2,2 robos. Lideró al equipo en asistencias (114), robos de balón (56) y tiros libres anotados (74), siendo el 2º máximo anotador. 
Fue elegido rookie del año de la UAA (4º jugador de la historia de la universidad en conseguirlo) y seleccionado en el segundo mejor quinteto de la UAA.
Fue nombrado MVP del torneo UR/Holiday Inn Airport Thanksgiving Invitational tras anotar 11 puntos y repartir 7 asistencias en la final contra la Universidad de Scranton, el 29 de noviembre de 2009. Anotó 30 puntos (máxima de la temporada) en la victoria por 70-64 sobre Roberts Wesleyan en las semifinales del Wendy's College Classic, el 15 de enero de 2010, siendo elegido posteriormente en el mejor quinteto del Wendy's College Classic. Dio 10 asistencias (máxima de la temporada) en la victoria por 81-68 sobre los NYU Violets, el 21 de febrero de 2010.

#### 2010-2011
En su segunda temporada, su año sophomore (2010-2011), jugó 23 partidos (todos como titular) con los Yellowjackets con un promedio de 17,7 puntos (36,1 % de 3 y 81,6 % en TL), 4,6 rebotes, 5,6 asistencias y 1,5 robos en 33,4 min. Ganó la UAA y llegó con el equipo al Sweet 16 de la División III de la NCAA. A pesar de perderse los 5 primeros partidos de la temporada, fue el máximo anotador y el 2º máximo asistente de la UAA. 
Fue elegido jugador del año de la UAA (4º jugador de la historia de la universidad en conseguirlo), en el mejor quinteto de la UAA, en el mejor quinteto de la región este de la División III de la NCAA  y en el tercer mejor equipo All-America de la División III de la NCAA por la NABC. También fue nombrado en cuatro ocasiones jugador de la semana de la UAA.
El 21 de enero de 2011, contra los Carnegie Mellon Tartans, se quedó a un solo rebote de hacer el primer triple-doble de la historia de la universidad (12 puntos, 11 asistencias y 9 rebotes). Dos días más tarde, el 23 de enero de 2011 contra los CWRU Spartans, anotó 30 puntos (máxima de la temporada; 7-12 de 2, 4-5 de 3 y 4-6 de TL), cogió 2 rebotes, dio 8 asistencias y robó 2 balones en 34 min. Tuvo una gran actuación en su primer partido de play-offs en la División III de la NCAA, metiendo 25 puntos (5-7 de 2, 2-6 de 3 y 9-11 de TL), cogiendo 10 rebotes (todos defensivos; máxima nº de rebotes defensivos de la temporada), dando 3 asistencias y robando 1 balón en 35 min, en la victoria por 81-70 contra los Elms Blazers en 1ª ronda.
Terminó la temporada en la División III de la NCAA como el 25.º mejor asistente. Tuvo otros partidos destacados contra los NYU Violets (27 puntos (6-9 de 2, 3-4 de 3 y 6-7 de TL), 3 rebotes, 4 asistencias y 1 robo en 35 min), contra los Brandeis Judges (26 puntos (5-7 de 2, 2-3 de 3 y 10-11 de TL), 7 rebotes, 6 asistencias y 3 robos en 36 min) y contra los Washington-St. Louis Bears (28 puntos (4-9 de 2, 3-5 de 3 y 11-12 de TL), 2 rebotes, 5 asistencias y 2 robos en 37 min).

#### 2011-2012
En su tercera temporada, su año junior (2011-2012), jugó 25 partidos (todos como titular) con los Yellowjackets con un promedio de 19 puntos, 5 rebotes, 5,8 asistencias y 2,2 robos en 34,6 min. Lideró al equipo en anotación (477), asistencias (145) y robos (56), siendo el 2º máximo reboteador (126). Tuvo un 47,2 % en tiros de campo (152-322), un 37 % en triples (44-119) y un 89 % en tiros libres (129-145). Fue el 2º máximo anotador y asistente de la UAA, el 3º mejor % de tiros libres y el 1.º en robos.
Fue elegido por segunda vez en el mejor quinteto de la UAA y en el mejor quinteto de la región este de la División III de la NCAA. También recibió una mención honorable preseason All-America División III de la NCAA.
Anotó 10 o más puntos en 23 de los 25 partidos que jugó. El 29 de enero de 2012, contra los Chicago Maroons, anotó 22 puntos (6-11 de 2, 0-4 de 3 y 10 de 12 de TL), cogió 2 rebotes, dio 9 asistencias y robó 3 balones en 36 min, convirtiéndose en el 26º jugador de la historia de la universidad en llegar a los 1,000 puntos. En el partido que cerró la temporada, el 25 de febrero de 2012 contra los Emory Eagles, metió 40 puntos (máxima anotación de la temporada; 7-11 de 2, 4-4 de 3 y 14-15 de TL), cogió 9 rebotes, dio 6 asistencias y robó 4 balones en 36 min. 
Terminó la temporada en la División III de la NCAA con el 9º mejor % de tiros libres. Tuvo otros partidos destacados contra los Brockport Golden Eagles (28 puntos (2-3 de 2, 5-9 de 3 y 9-10 de TL), 5 rebotes y 2 asistencias en 38 min), contra los Washington-St. Louis Bears (27 puntos (3-8 de 2, 3-3 de 3 y 12-12 de TL), 8 asistencias y 1 robo en 36 min) y contra los Brandeis Judges (27 puntos (5-7 de 2, 4-4 de 3 y 5-5 de TL), 6 rebotes, 3 asistencias y 1 robo en 37 min).

#### 2012-2013
En su cuarta y última temporada, su año senior (2013-2014), jugó 27 partidos (todos como titular) con los Yellowjackets con un promedio de 22,5 puntos (45,8 % en triples y 90,8 % en TL), 5,6 rebotes, 5,3 asistencias y 2 robos en 34 min. Fue su mejor año, ya que hizo sus topes en puntos por partido, rebotes por partido, % de triples, % de tiros libres y tapones (11). Fue co-campeón con el equipo de la UAA.
Fue nombrado jugador del año de la División III de la NCAA, elegido por tercera vez en el mejor quinteto de la UAA, en el mejor quinteto de la región este de la División III de la NCAA y por segunda vez fue nombrado jugador del año de la UAA (siendo el 5º jugador de la historia en recibir ese honor más de una vez). También fue seleccionado en el mejor quinteto de la División III de la NCAA, en el segundo mejor quinteto preseason All-America División III de la NCAA, en el mejor equipo All-America de la División III de la NCAA por la NABC y en el mejor quinteto de la ECAC Upstate y elegido jugador del año de la ECAC Upstate y jugador del año de la región este de la División III de la NCAA. Fue miembro del equipo del 25º aniversario de la UAA y fue seleccionado para disputar el Reese's All-Star Game de la División III de la NCAA en Salem, Virginia.
Finalista del Jostens Trophy, hizo la 4ª mayor anotación de la historia de la universidad en la 1ª ronda del torneo de la División III de la NCAA, el 2 de marzo de 2013 contra los Fitchburg St. Falcons (42 puntos (8-22 de 2, 3-5 de 3 y 17-22 de TL), 6 rebotes, 6 asistencias, 1 robo y 1 tapón en 40 min). Tiene el récord de más tiros libres anotados en un partido de la universidad de Rochester con un 19-19 contra los Brandeis Judges, el 27 de enero de 2013, partido en el que sumó 36 puntos (4-10 de 2, 3-3 de 3 y el mencionado 19-19 en TL), 5 rebotes, 3 asistencias y 1 robo de balón en 38 min. Ganó el premio Louis Alexander Alumni y fue elegido atleta del año Paychex Local Male College por la Rochester Press Radio Club.
Terminó la temporada en la  División III de la NCAA como el 8º máximo anotador, el 22º mejor asistente, el 4º mejor % de tiros libres y el 7º mejor % de triples. Tuvo otros partidos destacados contra los Merchant Marine Mariners (37 puntos (5-9 de 2, 5-6 de 3 y 12-13 de TL), 9 rebotes, 2 asistencias y 3 robos en 30 min), contra los Emory Eagles (34 puntos (11-18 de 2, 0-5 de 3 y 12-13 de TL), 5 rebotes, 9 asistencias y 2 robos en 35 min) y contra los Carnegie Mellon Tartans (38 puntos (7-11 de 2, 5-10 de 3 y 9-9 de TL), 7 rebotes, 6 asistencias, 5 robos y 1 tapón en 40 min).

#### Promedios
Disputó un total de 100 partidos (todos como titular) con los Yellowjackets entre las cuatro temporadas, promediando 17,6 puntos (38,3 % en triples y 85,6 % en tiros libres), 4,5 rebotes, 5,3 asistencias y 1,9 robos de balón.
Terminó su periplo universitario en Rochester siendo el 3º máximo anotador (1,779 puntos), el 2º máximo asistente (533), el 2º en robos (201) y el 2º en tiros libres anotados (520) de la historia de la universidad.

## Trayectoria profesional
Tras disputar en junio de 2013 la Eurobasket Summer League en Fuenlabrada (Madrid), donde llegó a la final y promedió en 4 partidos 13 puntos, 4,5 rebotes y 3 asistencias, el CAI Zaragoza se fijó en él y le firmó un contrato por tres años.

### Palma Air Europa
Ese mismo día, el CAI Zaragoza anunció su cesión al Palma Air Europa de la LEB Plata, la tercera división del baloncesto español, para la temporada 2013-2014, en la que fue su primera experiencia como profesional.
Jugó 24 partidos de liga y 9 de play-offs (quedando subcampeón de los play-offs tras perder por 3-0 contra el CB Prat) con el conjunto balear, promediando en liga 15 puntos (51,6 % en tiros de 2, 45,9 % en triples y 89 % en tiros libres), 3,6 rebotes, 4,4 asistencias y 1,5 robos de balón en 30,5 min, mientras que en play-offs tuvo un promedio de 15,3 puntos (54,5 % en tiros de 2, 33,3 % en triples y 81,8 % en tiros libres), 3,4 rebotes, 5,3 asistencias y 1,7 robos de balón en 31,5 min.
Fue nombrado a final de temporada por Eurobasket.com jugador del año de la LEB Plata, base del año de la LEB Plata, jugador extranjero del año de la LEB Plata y elegido en el mejor quinteto de la LEB Plata y mejor quinteto de jugadores extranjeros de la LEB Plata. Quedó en la LEB Plata como el 4º máximo anotador, el 3º máximo asistente, el 11º en robos y en faltas recibidas, el 3º en valoración y en min jugados, el 1º en % de tiros libres y el 5º en % de triples.
El club ascendió a la LEB Oro y anunció su continuidad para la temporada 2014-2015.
Jugó 27 partidos de liga y 2 de play-offs con el conjunto balear, promediando en liga 11,2 puntos (40,7 % en triples y 87,3 % en tiros libres), 4,2 rebotes, 2,4 asistencias y 1,7 robos de balón en 27 min, mientras que en play-offs tuvo un promedio de 14,5 puntos (30 % en triples y 100 % en tiros libres), 3,5 rebotes y 1 asistencia en 31,3 min.
A final de temporada fue elegido por Eurobasket.com en el mejor quinteto de jugadores extranjeros de la LEB Oro, aparte de recibir una mención honorable LEB Oro.  Quedó en la LEB Oro como el 24º máximo anotador, el 27º máximo asistente, el 5º en robos, el 21º en faltas recibidas, el 10º en valoración, el 17º en min jugados, el 2º en % de tiros libres y el 13º en % de triples.

### Maccabi Bazan Haifa
El 17 de junio de 2015, el CAI Zaragoza anunció que llegó a un acuerdo con el Maccabi Bazan Haifa israelí, para el traspaso del base norteamericano al club hebreo para las próximas dos temporadas.
El 6 de febrero de 2016, anotó 22 puntos (máximo anotación de la temporada) en la victoria en casa por 91-56 contra el todopoderoso Maccabi Tel Aviv, siendo la mayor derrota de la historia del conjunto macabeo y la menor anotación en un partido desde que se introdujo el reloj de 24 seg de posesión. Hizo un 5-7 en triples y fue elegido MVP del partido junto con su compañero de equipo Gregory Vargas.